# Ceropegia furcata
Ceropegia furcata är en oleanderväxtart som beskrevs av Erich Werdermann. Ceropegia furcata ingår i släktet Ceropegia och familjen oleanderväxter. Inga underarter finns listade i Catalogue of Life.